# Assembleia Nacional
De Assembleia Nacional is het eenkamerige parlement van de democratische republiek Sao Tomé en Principe.

## Verkiezingen
Het parlement bestaat uit 55 leden die om de vier jaar gekozen worden in zeven stemdistricten. Deze kiesdistricten zijn gelijk aan de districten van Sao Tomé en Principe. Voor 2022 waren in de twee grootste districten Água Grande en Mé-Zóchi 13 zetels te verdelen, in Cantagalo 7, in Lembá en Lobata ieder 6 en de districten Caué en Pagué (Principe) ieder 5 zetels. In 2022 werd het gewijzigd waardoor Água Grande naar 14 zetels ging (+1), Mé-Zóchi naar 10 (−3), Lobata naar 7 (+1) en Cantagalo naar 6 (−1). Twee zetels worden nu gekozen door stemmers in het buitenland, een voor de Afrikaanse en een voor de Europese diaspora.

## Taken
Als het parlement van Sao Tomé en Principe is het belast met wetgevende taken. Ook kiest na elke verkiezingen het parlement de premier. Daarnaast kiezen de leden van het parlement ook de rechters van het Supremo Tribunal de Justiça.

## Zetelverdeling
Dit is een overzicht van de zetelverdeling per partij door de jaren heen. Tussen 1975 en 1990 was Sao Tomé en Principe een eenpartijstaat waarin alleen de Movimento de Libertação de São Tomé e Príncipe toegestaan was.
| Politieke partij                                                                | Verkiezingen | Verkiezingen | Verkiezingen | Verkiezingen | Verkiezingen | Verkiezingen | Verkiezingen | Verkiezingen | Verkiezingen | Verkiezingen | Verkiezingen | Verkiezingen |
| Politieke partij                                                                | 1975         | 1980         | 1985         | 1991         | 1994         | 1998         | 2002         | 2006         | 2010         | 2014         | 2018         | 2022         |
| ------------------------------------------------------------------------------- | ------------ | ------------ | ------------ | ------------ | ------------ | ------------ | ------------ | ------------ | ------------ | ------------ | ------------ | ------------ |
| Acção Democrática Independente                                                  | -            | -            | -            | -            | 14           | 16           | 8            | 11           | 26           | 33           | 25           | 30           |
| Uê Kédadji                                                                      | -            | -            | -            | -            | -            | -            | 8            | -            | -            | -            | -            | -            |
| Coligação Democrática da Oposição                                               | -            | -            | -            | 1            | -            | -            | 8            | -            | -            | -            | -            | -            |
| Movimento de Libertação de São Tomé e Príncipe-Partido Social Democrata         | 16           | 40           | 51           | 21           | 27           | 31           | 24           | 20           | 21           | 16           | 23           | 18           |
| Partido de Convergência Democrática-Grupa de Reflexão                           | -            | -            | -            | 33           | 14           | 8            | 23           | 23           | 7            | 5            | 5            | -            |
| Movimento Democrático das Forças da Mudança-Partido Liberal                     | -            | -            | -            | -            | -            | -            | 23           | 23           | 1            | -            | -            | -            |
| Movimento Novo Rumo                                                             | -            | -            | -            | -            | -            | -            | -            | 1            | -            | -            | -            | -            |
| União dos Democratas para Cidadania e Desenvolvimento                           | -            | -            | -            | -            | -            | -            | -            | -            | -            | 1            | -            | -            |
| Movimento de Cidadãos Independentes de São Tomé e Príncipe – Partido Socialista | -            | -            | -            | -            | -            | -            | -            | -            | -            | -            | 2            | 5            |
| Movimento Basta!                                                                | -            | -            | -            | -            | -            | -            | -            | -            | -            | -            | -            | 2            |
| Totaal                                                                          | 16           | 40           | 51           | 55           | 55           | 55           | 55           | 55           | 55           | 55           | 55           | 55           |

Dit is een grafiek met de zetelaantallen door de jaren heen.

## Parlementsvoorzitters
Dit is een overzicht van de parlementsvoorzitters door de jaren heen.
| Parlementsvoorzitter                  | Periode    |
| ------------------------------------- | ---------- |
| Nuno Xavier Daniel Dias               | 1975       |
| Guilherme do Sacramento Neto          | 1975       |
| Leonel Mário d'Alva                   | 1975–1980  |
| Alda Neves da Graça do Espírito Santo | 1980–1991  |
| Leonel Mário d'Alva                   | 1991–1994  |
| Francisco Fortunato Pires             | 1994–2002  |
| Dionísio Tomé Dias                    | 2002–2006  |
| Francisco da Silva                    | 2006–2010  |
| Arzemiro dos Prazeres                 | 2010       |
| Evaristo Carvalho                     | 2010–2012  |
| Alcino Pinto                          | 2012–2014  |
| José da Graca Diogo                   | 2014–2018  |
| Delfim Neves                          | 2018–2022  |
| Celmira Sacramento                    | 2022–heden |

## Palácio dos Congressos
De Assembleia Nacional komt bijeen in het Palácio dos Congressos, een gebouw in het oosten van Sao Tomé.